# Richard Gräf
Richard Gräf (* 5. Dezember 1899 in Schweinfurt; † 7. April 1977 ebenda) war ein deutscher katholischer Priester, Spiritaner und Buchautor.

## Leben
Richard Gräf wurde in einer Beamtenfamilie in Schweinfurt geboren. Von 1917 bis zum Frühjahr 1919 war er Soldat an der Westfront. 1921 legte er sein Abitur ab und am 25. März 1922 in Heimbach die Profess. Seine theologischen Studien absolvierte er in Knechtsteden. Dort wurde er auch am 11. April 1926 zum Priester geweiht. 1938 wurde er zum Regens des Priesterseminars ernannt. Da er die zum Militärdienst einberufenen Brüder und Seminaristen auch weiterhin betreuen wollte, geriet er in Konflikt mit der Gestapo. Von 1948 bis 1954 war er Superior der deutschen Ordensprovinz der Spiritaner. Gräf war vor allem geistlicher Schriftsteller. Er verfasste insgesamt 13 Bücher, die in zahlreichen Übersetzungen und Auflagen erschienen sind. Er starb in seiner Geburtsstadt Schweinfurt.

## Schriften
- Ja, Vater, Regensburg, 1936
- Selig die Hungernden, Regensburg, 1940
- Trost im Leid, Verlag Cassianeum, Donauwörth, 1948
- Mein Programm – Ein Weg zur Innerlichkeit, Augustinus-Verlag, Würzburg, 1948
- Das Sakrament der göttlichen Barmherzigkeit, Fr. Pustet Verlag, Regensburg, 1949
- Priesterliche Menschen: Sinndeutung der evangelischen Räte und der Gelübde, Cassianeum, Würzburg, 1949
- Herr, lehre uns beten, Bachem, 1954
- Macht des Gebetes, Friedrich Pustet Verlag, Regensburg, 1957
- Mit Christus auf Du und Du – Betrachtungen, Arena-Verlag, Würzburg, 1957
- Überreiches Leben – Gedanken zur Heiligen Eucharistie, Arena-Verlag Würzburg, 1960
- In Gottes Gegenwart, Arena Verlag, Würzburg, 1960
- Heilige Straße wird sie heißen, Friedrich Pustet Verlag, Regensburg, 1962
- Mit Christus vertraut, Kanisius-Verlag, Freiburg, 1966
- Ich habe Tröster gesucht, Arena-Verlag, Würzburg, 1967